# Алексеева, Алёна Сергеевна
Алёна Серге́евна Алексе́ева (род. 19 ноября 1993 года, Кемерово, Россия) — российская пловчиха, девятикратная чемпионка Сурдлимпийских игр (2013, 2017), многократная победительница чемпионатов России и мира по плаванию среди спортсменов-инвалидов по слуху. Заслуженный мастер спорта России.

## Награды и звания
- Заслуженный мастер спорта России (12 января 2010 года).[2]
- Медаль «За честь и мужество».
- Орден «Доблесть Кузбасса».
- Медаль «Надежда Кузбасса».
- Почётный гражданин города Кемерово (2009).[3]